# Kortschack
Kortschack är en schackvariant med mycket inslag av tur, avsedd för att förbättra chanserna för den sämre schackspelaren. En hög med kort med spelinstruktioner finns vid sidan av schackbrädet. Ungefär hälften av korten har positiv karaktär, medan den övriga hälften har negativ karaktär. Ett exempel på en negativ instruktion är "Ställ en av dina schackpjäser i slag". Under ett parti har varje schackspelare rätt att ta tre kort, dock högst ett åt gången. Slumpfaktorn gör det möjligt för mindre erfarna spelare att vinna. För övrigt gäller vanliga schackregler.